# Campionati dei piccoli stati d'Europa di atletica leggera 2021
I III campionati dei piccoli stati d'Europa di atletica leggera si sono svolti a Serravalle, a San Marino, il 5 giugno 2021 presso il San Marino Stadium. Gli atleti hanno gareggiato in 22 specialità, 11 maschili e 11 femminili.

## Nazioni partecipanti
Hanno preso parte a questi campionati 16 nazioni (il Vaticano ha gareggiato fuori classifica):
- Albania
- Andorra
- Armenia
- Cipro
- Città del Vaticano
- Georgia
- Gibilterra
- Kosovo

- Liechtenstein
- Lussemburgo
- Macedonia del Nord
- Malta
- Moldavia
- Monaco
- Montenegro
- San Marino

## Risultati

### Uomini
| Specialità                                                                              | Oro                                                                                   | Prestazione | Argento                                                             | Prestazione | Bronzo                                                                      | Prestazione |
| Corse piane                                                                             |                                                                                       |             |                                                                     |             |                                                                             |             |
| 100 m                                                                                   | Stavros Avgoustinou Cipro                                                             | 10"62       | Francesco Sansovini San Marino                                      | 10"72       | Jovan Stojoski Macedonia del Nord                                           | 10"76       |
| 200 m                                                                                   | Alexander James Beechey Cipro                                                         | 21"54       | Mindia Endeladze Georgia                                            | 21"55       | Razmik Mkrtchyan Armenia                                                    | 21"59       |
| 400 m                                                                                   | Franko Burraj Albania                                                                 | 46"90       | Téo Andant Monaco                                                   | 47"42       | Jovan Stojoski Macedonia del Nord                                           | 47"44       |
| 800 m                                                                                   | Stavros Spyrou Cipro                                                                  | 1'50"99     | Musa Hajdari Kosovo                                                 | 1'51"47     | Astrit Kryeziu Kosovo                                                       | 1'52"58     |
| 3 000 m                                                                                 | Dario Ivanonski Macedonia del Nord                                                    | 8'09"87     | Yervand Mkrtchyan Armenia                                           | 8'14"46     | Maxim Răileanu Moldavia                                                     | 8'20"47     |
| Corse a ostacoli                                                                        |                                                                                       |             |                                                                     |             |                                                                             |             |
| 400 m hs                                                                                | Andrea Ercolani Volta San Marino                                                      | 53"02       | Anastasios Vasileiou Cipro                                          | 53"98       | Cristin Eşanu Moldavia                                                      | 54"97       |
| Salti                                                                                   |                                                                                       |             |                                                                     |             |                                                                             |             |
| Salto in alto                                                                           | Eugenio Rossi San Marino                                                              | 2,18 m      | Charel Gaspar Lussemburgo                                           | 2,00 m      | Erydit Rysha Kosovo                                                         | 1,90 m      |
| Salto in lungo                                                                          | Izmir Smajlaj Albania                                                                 | 7,80 m      | Gor Beglaryan Armenia                                               | 7,42 m      | Arkat Hambardzumyan Armenia                                                 | 7,39 m      |
| Lanci                                                                                   |                                                                                       |             |                                                                     |             |                                                                             |             |
| Getto del peso                                                                          | Giorgi Mujaridze Georgia                                                              | 19,91 m     | Tomaš Đurović Montenegro                                            | 18,88 m     | Muhamet Ramadani Kosovo                                                     | 17,69 m     |
| Lancio del giavellotto                                                                  | Adrian Mardare Moldavia                                                               | 84,54 m     | Spyros Savva Cipro                                                  | 73,09 m     | Bradley Mifsud Malta                                                        | 62,47 m     |
| Staffette                                                                               |                                                                                       |             |                                                                     |             |                                                                             |             |
| Staffetta svedese                                                                       | Cipro Stavros Avgoustinou Alexander James Beechey Anastasios Vasileiou Stavros Spyrou | 1'54"18     | Moldavia Alexei Culiş Ian-Gheorghe Vieru Ivan Galuşco Cristin Eşanu | 1'56"36     | Lussemburgo Lionel Evora Delgado Pol Bidaine Philippe Hilger Aymen Djazouli | 1'56"41     |
| record dei campionati; record nazionale; record personale; record personale stagionale. |                                                                                       |             |                                                                     |             |                                                                             |             |

### Donne
| Specialità                                                                              | Oro                                                                   | Prestazione | Argento                                                                            | Prestazione | Bronzo                                                                 | Prestazione |
| Corse piane                                                                             |                                                                       |             |                                                                                    |             |                                                                        |             |
| 100 m                                                                                   | Patrizia Van Der Weken Lussemburgo                                    | 11"58       | Marianna Pisiara Cipro                                                             | 11"83       | Diana Podoleanu Moldavia                                               | 12"13       |
| 200 m                                                                                   | Patrizia Van Der Weken Lussemburgo                                    | 24"36       | Marianna Pisiara Cipro                                                             | 24"59       | Anaïs Bauer Lussemburgo                                                | 24"82       |
| 400 m                                                                                   | Kalliopi Kountouri Cipro                                              | 55"66       | Janet Richard Malta                                                                | 55"88       | Mădălina Culea Moldavia                                                | 56"95       |
| 800 m                                                                                   | Relaksa Dauti Albania                                                 | 2'16"02     | Ellada Alaverdyan Armenia                                                          | 2'16"10     | Albina Deliu Kosovo                                                    | 2'16"39     |
| 3 000 m                                                                                 | Meropi Panagiotou Cipro                                               | 9'45"25     | Martine Mellina Lussemburgo                                                        | 9'49"48     | Redia Dauti Albania                                                    | 9'53"07     |
| Corse a ostacoli                                                                        |                                                                       |             |                                                                                    |             |                                                                        |             |
| 400 m hs                                                                                | Iana Garaeva Moldavia                                                 | 1'02"32     | Miranta Kyriakou Cipro                                                             | 1'02"35     | Beatrice Berti San Marino                                              | 1'03"37     |
| Salti                                                                                   |                                                                       |             |                                                                                    |             |                                                                        |             |
| Salto in alto                                                                           | Marija Vuković Montenegro                                             | 1,86 m      | Melissa Michelotti San Marino                                                      | 1,65 m      | Nadine Lanners Lussemburgo                                             | 1,60 m      |
| Salto in lungo                                                                          | Claire Azzopardi Malta                                                | 6,02 m      | Anastasia Senchiv Moldavia                                                         | 5,85 m      | Laurence Jones Lussemburgo                                             | 5,77 m      |
| Lanci                                                                                   |                                                                       |             |                                                                                    |             |                                                                        |             |
| Getto del peso                                                                          | Stéphanie Krumlovsky Lussemburgo                                      | 14,87 m     | Nina Capaţina Moldavia                                                             | 13,05 m     | Jule Insinna Liechtenstein                                             | 11,57 m     |
| Lancio del giavellotto                                                                  | Noemie Pleiming Lussemburgo                                           | 51,27 m     | Carolina Vasilachi Moldavia                                                        | 43,92 m     | Julia Rohrer Liechtenstein                                             | 41,30 m     |
| Staffette                                                                               |                                                                       |             |                                                                                    |             |                                                                        |             |
| Staffetta svedese                                                                       | Malta Charlotte Wingfield Sarah Busuttil Martha Spiteri Janet Richard | 2'10"79     | Cipro Pantelitsa Charalambous Marianna Pisiara Miranta Kyriakou Kalliopi Kountouri | 2'12"42     | Moldavia Diana Podoleanu Tatiana Contrebuţ Iana Garaeva Mădălina Culea | 2'13"89     |
| record dei campionati; record nazionale; record personale; record personale stagionale. |                                                                       |             |                                                                                    |             |                                                                        |             |

## Classifica
| Pos. | Nazione            | Punti |
| ---- | ------------------ | ----- |
| 1    | Cipro              | 112   |
| 2    | Moldavia           | 104   |
| 3    | Lussemburgo        | 93    |
| 4    | San Marino         | 72    |
| 5    | Armenia            | 57    |
| 6    | Malta              | 56    |
| 7    | Albania            | 42    |
| 8    | Kosovo             | 29    |
| 9    | Monaco             | 27    |
| 10   | Macedonia del Nord | 23    |
| 11   | Liechtenstein      | 18    |
| 12   | Georgia            | 15    |
| 12   | Montenegro         | 15    |
| 14   | Andorra            | 11    |
| 15   | Gibilterra         | 2     |